# Las Viñas (Albacete)
Las Viñas es un barrio situado al oeste de la ciudad española de Albacete.  Tiene 500 habitantes (2011).

## Geografía
El barrio está situado al oeste de la ciudad de Albacete, a las afueras de la capital, junto a la Carretera de Jaén. Limita al sur con el barrio de Casas Viejas.

## Demografía
El barrio tiene 500 habitantes (2011).

## Características
Las Viñas fue construida en 1974. Cuenta con 129 parcelas o viviendas en una superficie de 240 000 metros cuadrados.